# Dr.涼
Dr.涼（ドラマーりょう）は、日本のドラマー。音楽プロデューサー。タレント。

## 概要
別名、 藤崎涼（ふじさきりょう）。同名の女優がいることから、『Dr.涼』と名乗るようになる。
俳優、雑誌モデルとしても活動していた事もある。ダウンアップビート所属。
ドラムセットはヤマハ、シンバルはジルジャン、ドラムスティックはPlaywood（プレイウッド）、ドラムヘッドはASPR（アサプラ）、ドラムケースはProtectionRacket（プロテクションラケット）を愛用。それぞれのモニターも務める。
辛い食物好きとして知られ、ザ・ソースを小匙1杯半使ったカレーを4口食べ、病院行きとなった伝説を持つ。麻婆豆腐に精通するドラマーとして、テレビ番組・雑誌に度々出演している。

## 略歴
13歳からフレンチホルンを始め、後にトランペットに転向。14歳から独学でドラムを始め、ハードロックバンドのドラマーとして活動。楽器屋のイメージバンドとして雑誌等に掲載される。
17歳より演歌歌手のバックバンドでプロドラマーとして活動を開始。
結城梨沙 with JUSTICE、FLAME、REALIZE、LISZT、抱きしめたい☆、La-Vie、Blaw job Silver、しばあみ、good-cool、EXcellent〜Destinyなどのアーティストのサポートドラマーをつとめる傍ら、ハウスバンドのドラマー、音楽学校の客員講師としても活動。芸能事務所に所属し、俳優としてVシネマ、テレビドラマ、CM等に出演。雑誌モデルとしても活動していた。
1999年、矢沢永吉『LOTTA GOOD TIME』日本武道館5DAYSにバックダンサーとして参加。
2005年、野口五郎のプロデュースするバンドWelsh BluesCPに正式加入。
2006年、杉本哲太率いるロック・バンド紅麗威甦の復活ライブにサポートドラマーとして参加。
2007年、紅麗威甦のLeer（リー）とMitz（ミッツ）、森一馬、矢吹薫らと共に、ロックバンド抱きしめたい☆を結成。横浜銀蝿のTAKU(Ba)、元BRAIN WASH BANDの上田茂(Vo)、上田宏(G)、JUNBANDの松本JUN(G)らで結成されたロックバンド、BURNING BRAIN WASH BAND-PHOENIXに正式メンバーとして参加。東名阪ツアーを行う。
2008年、TAKU(Ba)、松本JUN(G)で構成されるイーセットに参加。
2009年、元チェリーボーイズのTOMMY(Vo)率いるCHERRY BOYS GREAT、翔&TAKUツアー、サポート・ドラマーとして矢吹薫復活ライブに、それぞれに参加。
2011年、従来からの活動に加え、作詞家・作曲家、音楽プロデューサーとして、映画音楽の楽曲制作等にも携わる。フジテレビ系列「百識王」の麻婆豆腐の回に激辛ドラマー涼として出演。
2012年、岩松顯監督『幸福な結末』の主題歌をプロデュース。作品中のBGMの一部も担当した。
2013年、シアタークリエにおいて、オフ・ブロードウェイミュージカル『Zanna, Don't!』（邦題：『ZANNA ザナ ～a musical fairy tale～』）の日本初演にドラマーとして参加。
2014年、織田かおり、紅麗威、小原慶子のサポート・ドラマーを務める傍ら、自己のバンドMORIYU-BANDを中心に活動。
2016年、読売テレビ系列『ワケあり!レッドゾーン』に麻婆豆腐を食べてトランス状態に陥るドラマーとして出演。　ロックバンド『めちゃめちゃトランクス』に加入しメジャー・デビュー。
2017年、横浜銀蝿ファミリーである湘南銀蝿、嵐ちゃんとペパーズ・ロンリー・ハーツ・クラブ・バンド、紅麗威、麗灑他のサポート・ドラマーとして、ライブ、レコーディングに参加。TBS系列『マツコの知らない世界』の麻婆豆腐の回に出演。
2018年、テレビ東京系列『車あるんですけど…?』の激辛ドライブの回に3回連続出演。 Ameba TV『買えるAbemaTV社』にプレゼンターとして出演。 テレビ東京系列『TVチャンピオン極 〜KIWAMI〜』の『激辛料理人選手権』に審査員として出演。
2019年7月、ぴあMOOKの雑誌『餃子炒飯麻婆豆腐のうまい店 首都圏版』に麻婆豆腐の達人として登場。オリジナル高級唐辛子『七海涼辛子』をプロデュース。
2022年7月、TBS系列『マツコの知らない世界』の麻婆麺の回に出演。